# Mérillac
Mérillac (bret. Merelieg) – miejscowość i gmina we Francji, w regionie Bretania, w departamencie Côtes-d’Armor.
Według danych na rok 1990 gminę zamieszkiwało 267 osób, a gęstość zaludnienia wynosiła 19 osób/km² (wśród 1269 gmin Bretanii Mérillac plasuje się na 962. miejscu pod względem liczby ludności, natomiast pod względem powierzchni na miejscu 701.).